# آلایوش کنیری
آلایوش کنیری ((به مجاری: Kenyery Alajos)، زادهٔ ۲۱ سپتامبر ۱۸۹۲ - درگذشتۀ ۹ نوامبر ۱۹۵۵) شناگر اهل مجارستان است.